# Eric Chafe
Pour les articles homonymes, voir Chafe.
Eric Chafe (1946) est un musicologue américain spécialisé dans la musique de Claudio Monteverdi, Heinrich Biber, Jean-Sébastien Bach et Richard Wagner.

## Biographie
Eric Chafe est docteur en musicologie, diplômé de l'Université de Toronto. Il enseigne à l'université Brandeis, près de Boston.

## Ouvrages
- (en) The Church Music of Heinrich Biber, Ann Arbor, UMI Research Press, coll. « Studies in musicology » (no 95), 1987, 305 p. (ISBN 0-8357-1770-4, OCLC 15053153)
- Tonal Allegory in the Vocal Music of J.S. Bach, University of California Press, 1991
- Monteverdi's tonal language, New York, Schirmer Books, 1992, 442 p. (ISBN 0-02-870495-9, OCLC 470332536)
- (en) Analyzing Bach cantatas, Oxford/New York/Auckland, Oxford University Press, 2003, XVII-286 p. (ISBN 0-19-516182-3, OCLC 470375905, BNF 39254986, lire en ligne)
- (en) The tragic and the ecstatic : the musical revolution of Wagner's Tristan und Isolde, Oxford University Press, 2005, 333 p. (ISBN 0-19-534300-X, OCLC 233542079, lire en ligne)
- Bach's Johannine Theology: The 'St. John Passion' and the Cantatas for Spring 1725, New York, Oxford University Press, 2014
- Tears into Wine: J. S. Bach's Cantata 21 in its Musical and Theological Contexts, New York, Oxford University Press, 2015